# Ursula Donath
Ursula »Ulla« Jurewitz-Donath, nemška atletinja, * 30. julij 1931, Saldus, Latvija.
Nastopila je na poletnih olimpijskih igrah leta 1960, kjer je osvojila bronasto medaljo v teku na 800 m.